# بحث طبي

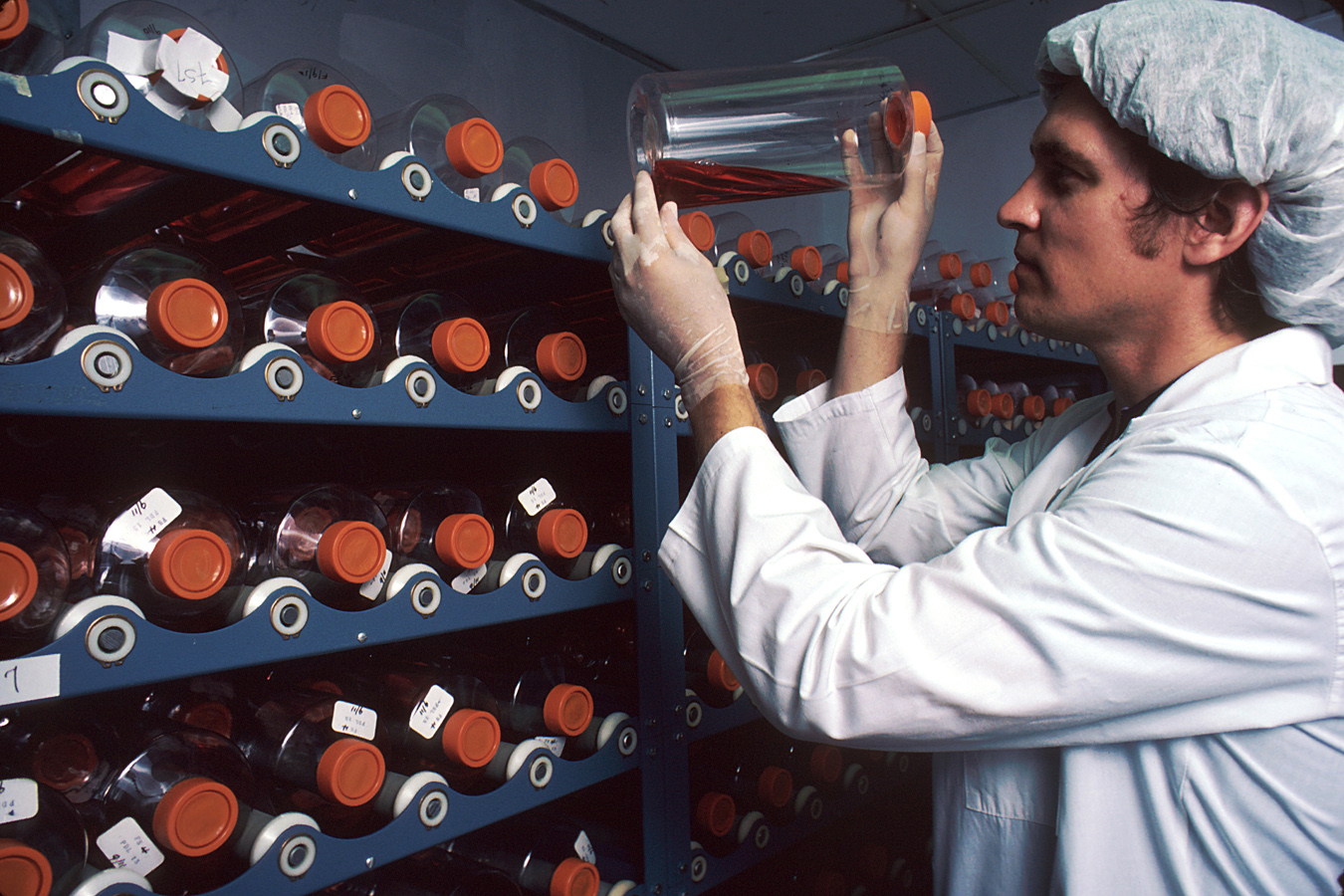

البحوث الطبية الحيوية (أو الطب التجريبي) عادة ما يعرف باسم البحوث الطبية. البحث الطبي هو البحث الأساسي، البحث التطبيقي، والبحث الترجمي التي تُجرى لمساعدة وتطوير المعرفة في مجال الطب.
نوع مهم من البحوث الطبية هو البحوث السريرية، التي تتميّز بإشراك المرضى. أنواع أخرى من البحوث الطبية تشمل البحوث قبل السريرية، على سبيل المثال على الحيوانات، والبحوث الطبية الأساسية، على سبيل المثال في علم الوراثة.
تتواجد مرحلتي البحوث السريرية والبحوث قبل السريرية في مجال صناعة الأدوية، حيث أن المرحلة السريرية تدعى عادة التجربة السريرية. ومع ذلك، قسم صغير من البحوث السريرية وقبل السريرية موجه تجاه هدف معين في صناعة الأدوية. الحاجة إلى الفهم، التشخيص، الأجهزة الطبية والعلاجات غير الدوائية يعني أن البحوث الطبية هي أكبر بكثير من مجرد محاولة صنع أدوية جديدة.
البحث الطبي الأساسي هو مجال سريع التطور والذي يدين بالكثير لعلم الأحياء الأساسي وعادة ما يُلقّب في الجامعات باسم العلوم البيولوجية البشرية.

## بحث طبي أساسي
يشمل البحث الطبي الأساسي مجالات متعددة مثل علم الأحياء الخلوي وعلم الأحياء الجزيئي، علم الوراثة الطبية، علم المناعة، علم الأعصاب وعلم النفس. يهدف الباحثون، أساسًا في الجامعات أو مؤسسات البحث المموّلة من الحكومة، إلى إنشاء فهم للآليات الخلوية، الجزيئية والفيزيولزجية التي تقوم عليها صحة الإنسان والمرض.
لأن العديد من الكائنات الحية هي ذات تاريخ تطوري مشترك مع البشر، ومنا هنا هي ذات ميزات وأجهزة مشتركة، فإن للبحث الطبي الأساسي في هذه الأيام ظلال في البيولوجيا الأساسية.

## تمويل
يستمد تمويل البحوث في العديد من البلدان من أجسام البحث والمنظمات الخاصة التي تقوم بتوزيع المال للمعدات والرواتب. في المملكة المتحدة، تستمد أجسام التمويل مثل مجلس البحوث الطبية أموالها من دافعي الضرائب في المملكة المتحدة، وتوزع هذه الأموال على المؤسسات بطريقة تنافسية. صندوق ويلكم هو المصدر غير الحكومي الأكبر في المملكة المتحدة للأموال المخصصة للبحوث الطبية، حيث يخصص 600 مليون جنيه استرليني سنويًا على شكل منح للعلماء وتمويل لمراكز البحوث.
في الولايات المتحدة، تشير أحدث البيانات من عام 2003 إلى أن حوالي 94 مليار دولار قُدّمت لبحوث طبية في الولايات المتحدة. معاهد الصحة الوطنية الأمريكية وشركات الأدوية تساهم مجتمعة بـ 26.4 مليار دولار و 27.0 مليار دولار، على التوالي، والتي تشكل %28 و %29 من المجموع، على التوالي. مصادر تمويل أخرى تشمل شركات التكنولوجيا الحيوية (17.9 مليارد دولار، %19 من المجموع)، وشركات الأجهزة الطبية (9.2 مليارد دولار، %10 من المجموع)، ومصادر فدرالية أخرى، وحكومات الولايات وحكومات محلية. المؤسسات والجمعيات الخيرية، وعلى رأسها مؤسسة بيل ومليندا غيتس، ساهمت بـ %3 من التمويل.

## مجالات البحث
تشمل البحوث الطبية المجالات التالية:
- شيخوخة
- صحة نفسية
- علم الأحياء
  - علم الأحياء الخلوي
  - علم الأحياء الجزيئي
- سرطان
- السكري
- علم الغدد الصم
- علم الوراثة اللاجيني
- وبائيات
- علم الوراثة
- علم المناعة
- علم الأعصاب والغدد الصم
- علوم عصبية
- علم الصيدلة
- طب وقائي
- الفارماكولوجيا النفسية
- صحة عمومية
- هندسة الأنسجة
- علم الفيروسات